# Station Sevran-Livry

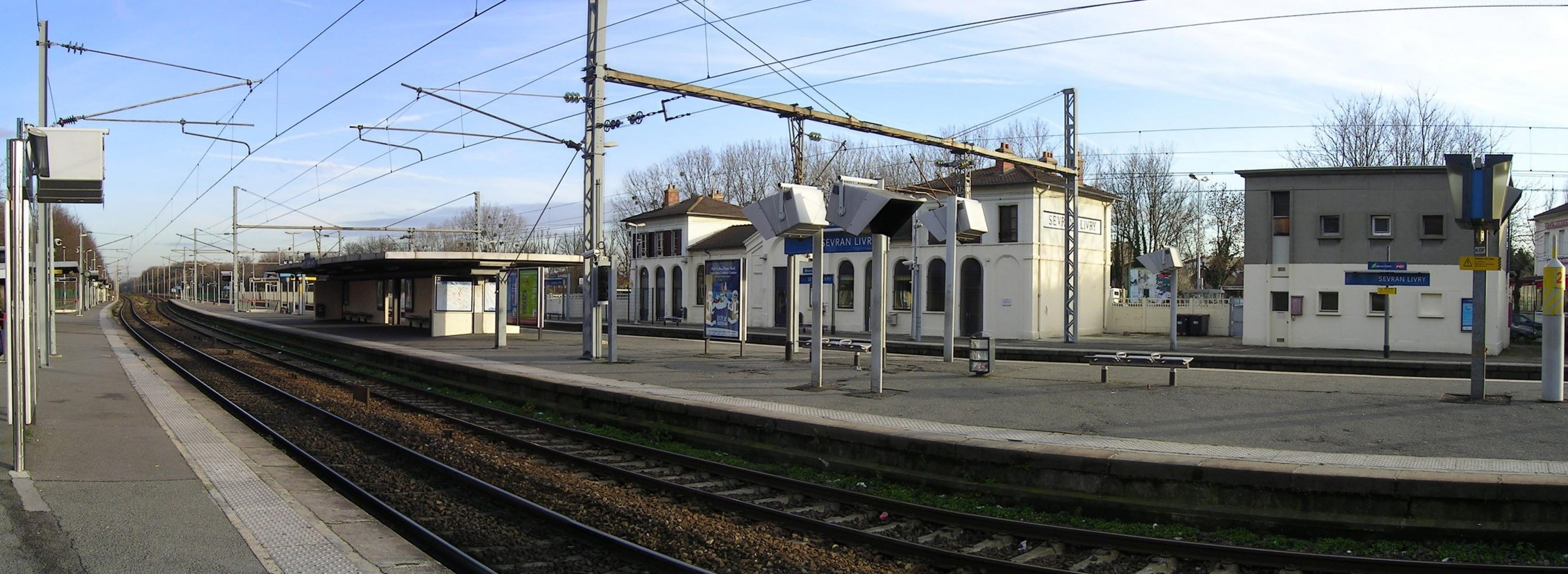

Sevran - Livry is een station gelegen in de Franse gemeente Sevran en het departement van Seine-Saint-Denis

## Geschiedenis
Het station is in 1860 geopend

## Het station
Het station is onderdeel van het RER-netwerk (Lijn B) en ligt voor Passe Navigo gebruikers in zone 4. Sevran - Livry telt drie sporen en vier perrons. Het station is eigendom van SNCF

## Overstapmogelijkheid
Er is een overstap mogelijk op verschillende buslijnen
- RATP
  - één buslijn
- Noctilien
  - twee buslijnen
- TRA
  - drie buslijnen

## Vorig en volgend station
| Richting                                | Vorig station    | Lijn  | Volgend station | Richting         |
| --------------------------------------- | ---------------- | ----- | --------------- | ---------------- |
| Robinson B2 Saint-Rémy-lès-Chevreuse B4 | Aulnay-sous-Bois | RER B | Vert-Galant     | Mitry - Claye B5 |